# Royal Varuna Yacht Club

Grímpola del Royal Varuna Yacht Club.

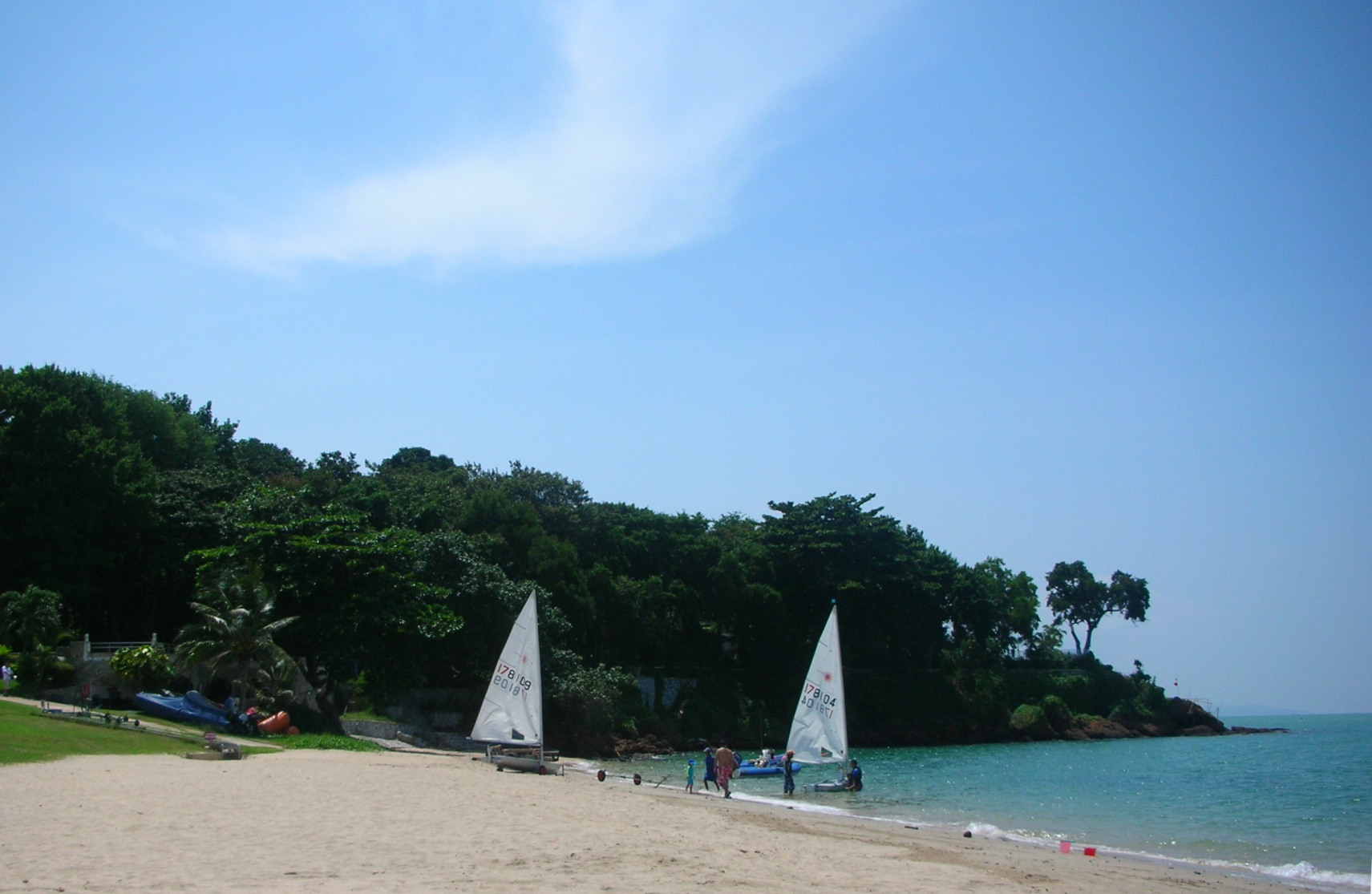
Playa del Royal Varuna Yacht Club.

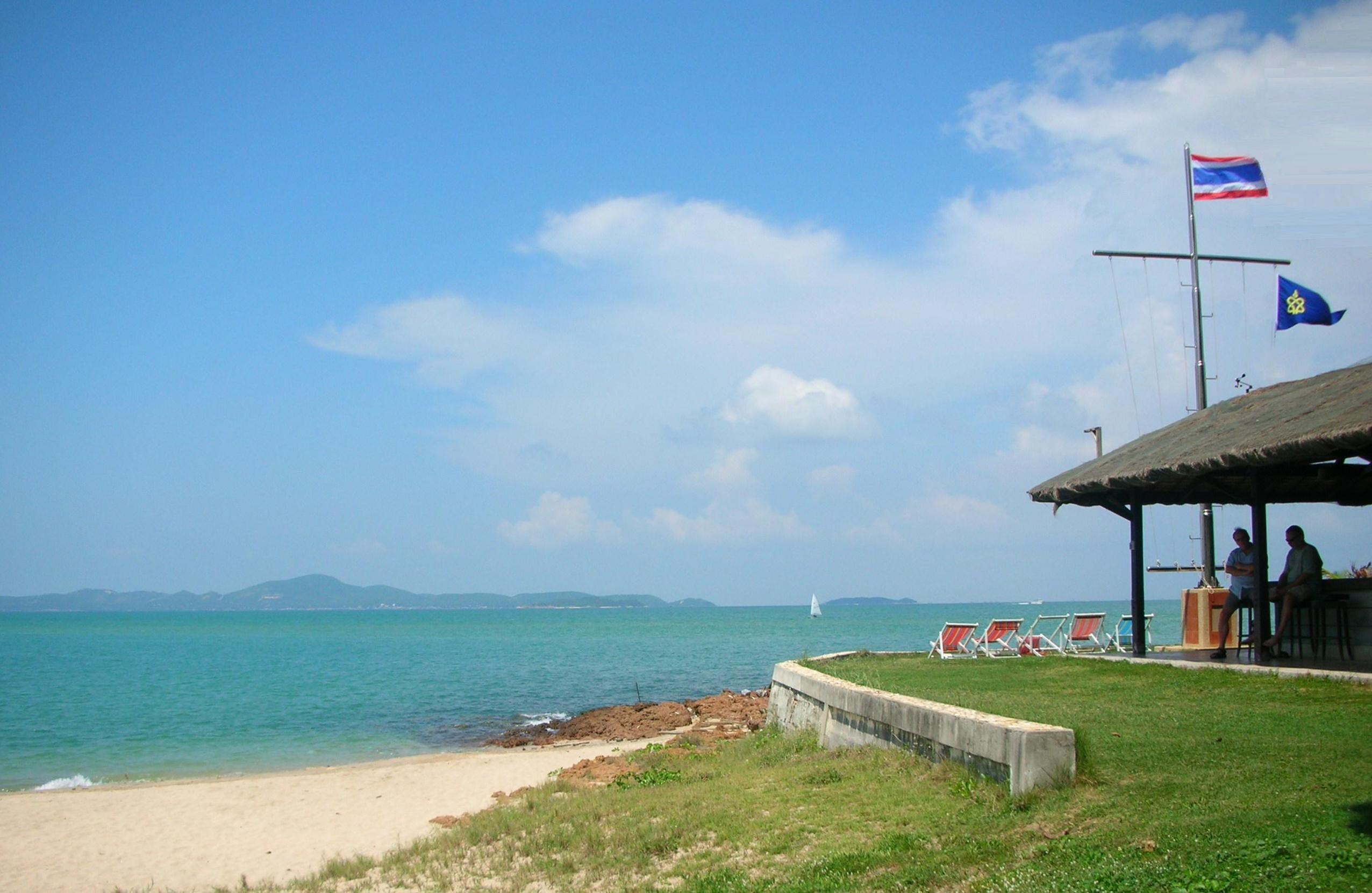
Chiringuito en el Royal Varuna Yacht Club.

El Royal Varuna Yacht Club (RVYC) (Tailandés: สมาคมสโมสรราชวรุณในพระบรมราชูปถัมภ์) es un club náutico de la ciudad tailandesa de Pattaya, que es un popular destino turístico del país asiático. Este club lleva el nombre de Váruna, el dios védico e hinduista del océano.

## Historia
El RVYC fue fundado en 1957 con el nombre de Varuna Marine Club. Walter Meyer fue el primer comodoro y el príncipe Bhisadej se hizo cargo del departamento de vela. El 26 de abril de 1965, el rey de Tailandia Bhumibol Adulyadej acogió bajo su real patronazgo al club de manera oficial y el club pasó a llamarse Royal Varuna Yacht Club.

## Instalaciones
El Royal Varuna es un club de vela bien equipado, con su propia playa privada en las afueras de Pattaya, delimitada por acantilados de roca en uno de sus extremos. Las instalaciones del club incluyen embarcaderos para amarrar los barcos, lugares para repararlos, un chiringuito de playa y una piscina. También cuenta con habitaciones para el alojamiento de diferentes categorías.
Las nuevas instalaciones del club se inauguraron oficialmente en 2003. El edificio más importante es el de la zona de recepción, conocido como Club House, donde se llevan a cabo la mayoría de actividades sociales y de negocios. También dispone de un restaurante, cafetería y bar. Junto al Club House se encuentra el Kid's Club, la zona para los niños. La segunda planta del Club House cuenta con oficinas y salón de televisión.
El RVYC está cerca de otras instalaciones turísticas, como un circuito de karts y el parque acuático "Pattaya Water Park".

## Actividades
El Royal Varuna Yacht Club es un club reconocido internacionalmente que regularmente organiza actividades náuticas. La mayoría de fines de semana se preparan regatas y hay competiciones anuales que cuentan con participantes venidos de otros países de Asia. El Royal Varuna Yacht Club es miembro de la Yacht Racing Association of Thailand (YRAT).
Existe la posibilidad de alquilar barcos en el club y realizar cursos de aprendizaje en optimists y laser, especialmente durante los periodos de vacaciones escolares.